# Котів (Новосондецький повіт)
Ко́тів (пол. Kotów) — лемківське село на Закерзонні, у Польщі, у гміні Лабова Новосондецького повіту Малопольського воєводства.
Населення — 244 особи (2011).

## Історія
В 1600 році Котів відповідно до угоди в переліку 25 гірських сіл перейшов від князів Острозьких до князів Любомирських.
З листопада 1918 по січень 1920 село входило до складу Лемківської Республіки. В селі була москвофільська читальня імені Качковського. На 1936 р. в селі були 367 греко-католиків парафії Лабова Мушинського деканату; метричні книги велися з 1758 року.
До середини XX ст. в регіоні переважало лемківсько-українське населення. У 1939 році з 300 жителів села — усі 300 українці.
Після Другої світової війни Лемківщина, попри сподівання лемків на входження в УРСР, була віддана Польщі, а корінне українське населення примусово-добровільно вивозилося в СРСР. Згодом, у період між 1945 і 1947 роками, у цьому районі тривала боротьба між підрозділами УПА та радянським військами. Ті, хто вижив, 1947 року під час Операції Вісла були ув'язнені в концтаборі Явожно або депортовані на понімецькі землі Польщі, натомість заселено поляків.
У 1975—1998 роках село належало до Новосондецького воєводства.

## Демографія
Демографічна структура станом на 31 березня 2011 року:
|          | Загалом | Допрацездатний вік | Працездатний вік | Постпрацездатний вік |
| -------- | ------- | ------------------ | ---------------- | -------------------- |
| Чоловіки | 120     | 39                 | 70               | 11                   |
| Жінки    | 124     | 40                 | 71               | 13                   |
| Разом    | 244     | 79                 | 141              | 24                   |